# 汪姬生
汪姬生（17世紀—17世紀），字自周，南直隸徽州府休寧縣上資人，明朝、南明政治人物。

## 生平
汪姬生是崇禎六年（1633年）舉人，十六年（1643年）成進士，獲授黃州府推官，當地被流寇侵略，公署殘破，他在瓦礫中署理府事。左良玉麾下裨將王允成在黃州肆掠，他獨自騎馬造訪其軍營，王允成說：「大兵徵召軍糧，黃州人民無人響應，若果不拿出糧食，我就帶領軍隊充公各戶。」汪姬生回應：「如果你這樣，就是叛亂。」王允成勃然大怒，軍人持武器打算殺死他，他大喝一聲：「我為百姓請命，死不足惜，怎會反悔！」對方知道他不會屈服，於是離去。
不久汪姬生在弘光朝廷歷任刑部廣西司、貴州司主事、員外郎，後事不詳。

## 家族
曾祖汪景文。祖父汪端德。父汪元易。

## 引用
1. 1 2  嘉慶《休寧縣志·卷十三·人物》：汪姬生，字自周，上資人，崇禎癸丑【癸未】進士，授黃州司理，黃為八賊蹂躪，公署殘破，姬生視事瓦礫中署府篆，時左帥麾下裨將王某道黃肆掠，姬生單騎造其營譙讓之，王曰：「大兵方呼庚癸，黃民無一應者，若不為之所，吾將統軍籍其家。」姬生曰：「如公言是，叛耳。」王勃然兇怒，一軍皆譁刃上擬，姬生厲聲曰：「吾為百姓請命，一死不惜，豈反顧耶！」王知不可屈，麾軍取資糧以過。 康熙前志
2. ↑  嘉慶《休寧縣志·卷九·選舉》：崇禎六年癸酉科（舉人） 汪姬生 見進士
3. ↑  《崇禎十六年癸未科進士三代履歷》：汪姬生，拙圃，詩五房，丙午年正月十六日生。休宁人，癸酉五十四名，會試一百十八名，三甲二十六名。礼部觀政，本年授黄州府推官。
4. ↑  錢海岳《南明史·卷三十一·列傳第七》：（弘光）時刑部先後司官之可紀者，為卜象乾、王傚通、鄭洪猷、潘湛、袁定、劉延禟、朱輅、孔尚則、傅箕孺、宋祖乙、費景烷、張萬選、張景韶、夏供佑、王質、董祖嘗、曾守意、王政敏、陸慶衍、汪鉉、陳儒樸、吳伯尚、陳謙、汪姬生、賈應寵云。……姬生，字自周，休寧人。崇禎十六年進士。授黃州推官。王允成兵至，單騎讓之。兵大譁，曰：「為民請命，一死不足惜。」允成乃去。歷廣西、貴州司主事、員外郎。